# Cueva de la Pileta

Orte des Solutréen

Die Cueva de la Pileta („Höhle von La Pileta“) ist eine Felshöhle im Tal des Río Guadiaro nahe der Stadt Ronda in der Provinz Málaga im Süden Andalusiens (Spanien), in welcher zu Beginn des 20. Jahrhunderts auch etwa 10.000 bis 20.000 Jahre alte Höhlenmalereien entdeckt wurden.

## Lage
Die Cueva de la Pileta liegt in den Bergen westlich von Ronda in einer Höhe von etwa 710 m ca. 3,5 km südlich der Ortschaft Benaoján, die von Ronda aus nach etwa 17 km (Fahrtstrecke) in südwestlicher Richtung über eine kurvenreiche Straße (A-373) zu erreichen ist.

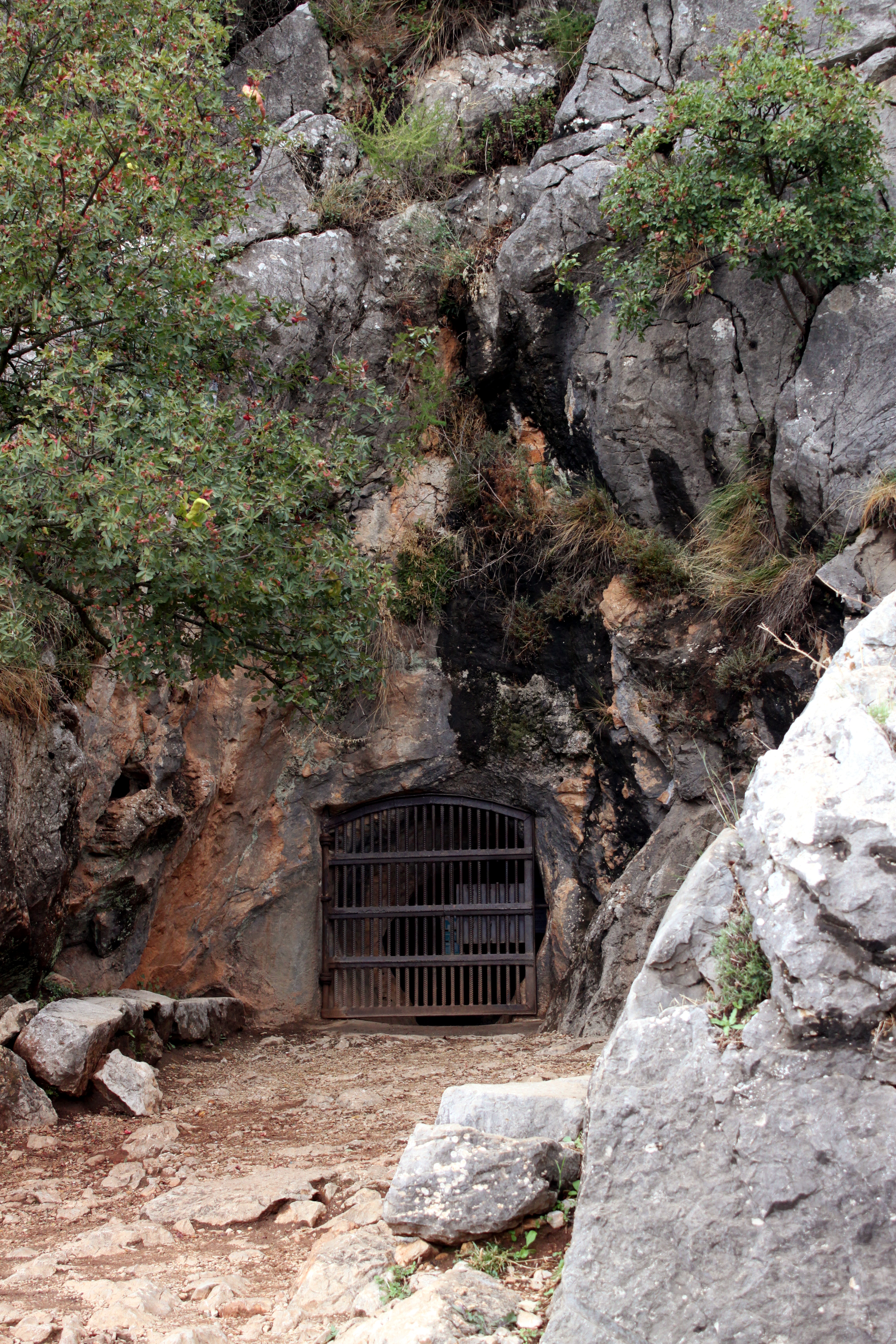
Eingang zur Cueva de la Pileta

## Entdeckung und Erforschung
Im Jahr 1905 entdeckte der Großvater des heutigen Eigentümers bei der Suche nach Vogel- und Fledermauskot als Dünger für seinen Garten den damaligen Eingang zur Höhle, einen etwa 30 m tiefen Schlund, in welchen er sich hinabseilte. Unten angekommen fand er Keramikscherben, Reste von Feuerstellen und andere Spuren von Menschen, die jedoch nur wenige Jahrhunderte alt waren. Beim weiteren Vordringen sah er an den Wänden kleine schwarze Strichmuster, die er als Schriftzeichen oder als „Kämme“ deutete. In den Jahren 1909–1911 untersuchte der ornithologisch interessierte britische Oberst Verner die Höhle und publizierte einen kurzen Bericht in der Saturday Review. Dieser wiederum gelangte dem berühmten Paläontologen Abbé Breuil zur Kenntnis, der im Jahre 1912 im Rahmen einer wissenschaftlichen Expedition die Höhle erforschte; die Veröffentlichung der Ergebnisse erfolgte im Jahre 1915. Im Jahre 1924 wurde ein leichterer Zugang zur Höhle entdeckt, der bis heute genutzt wird. In den 1930er Jahren fand man weitere Gänge und Räume in der unteren Ebene (galería inferior) des Höhlensystems, in welchen auch Reste von menschlichen Skeletten lagen.
Im Jahr 2019 wurden weitere Kammern unterhalb des im Rahmen einer geführten Besichtigung erreichbaren Kammer gefunden, die nur durch Abseilen und Tauchen erreichbar sind.

## Zeichnungen

### Alter
Nach dem Ende der letzten Eiszeit, also vor etwa 20.000 bis 15.000 Jahren wurden die Lebensbedingungen für Pflanzen und Tiere und damit auch für den Menschen (Homo sapiens) deutlich besser. Die Jäger und Sammler fanden genügend Nahrung und hatten anscheinend auch genug Zeit um ihre Umwelt zu gestalten. Die in der Cueva de la Pileta gefundenen Zeichnungen werden heute drei Epochen zugeordnet: dem Aurignacien (Alter ca. 20.000 Jahre), dem Solutréen (ca. 15.000 Jahre) und dem Magdalenien (ca. 10.000 Jahre).

### Materialien
Als Farben verwendete man verschiedenfarbige Erden (gelblich-braunroter Ocker, schwarze Manganerde oder Holzkohle, rotes Eisenoxid, weißer Kalk), die mit Tierfett vermischt und mit den Fingern (evtl. auch mit kleinen Ästen) aufgetragen wurden. Die Wandbilder in der Cueva de la Pileta sind jedoch überwiegend farblos (schwarz) oder einfarbig (rot). Das Gesamtbild der Bilder in der Cueva de la Pileta ist somit deutlich einfacher und schematischer als z. B. in den (jüngeren) Höhlen von Altamira oder Lascaux.

### Darstellungen

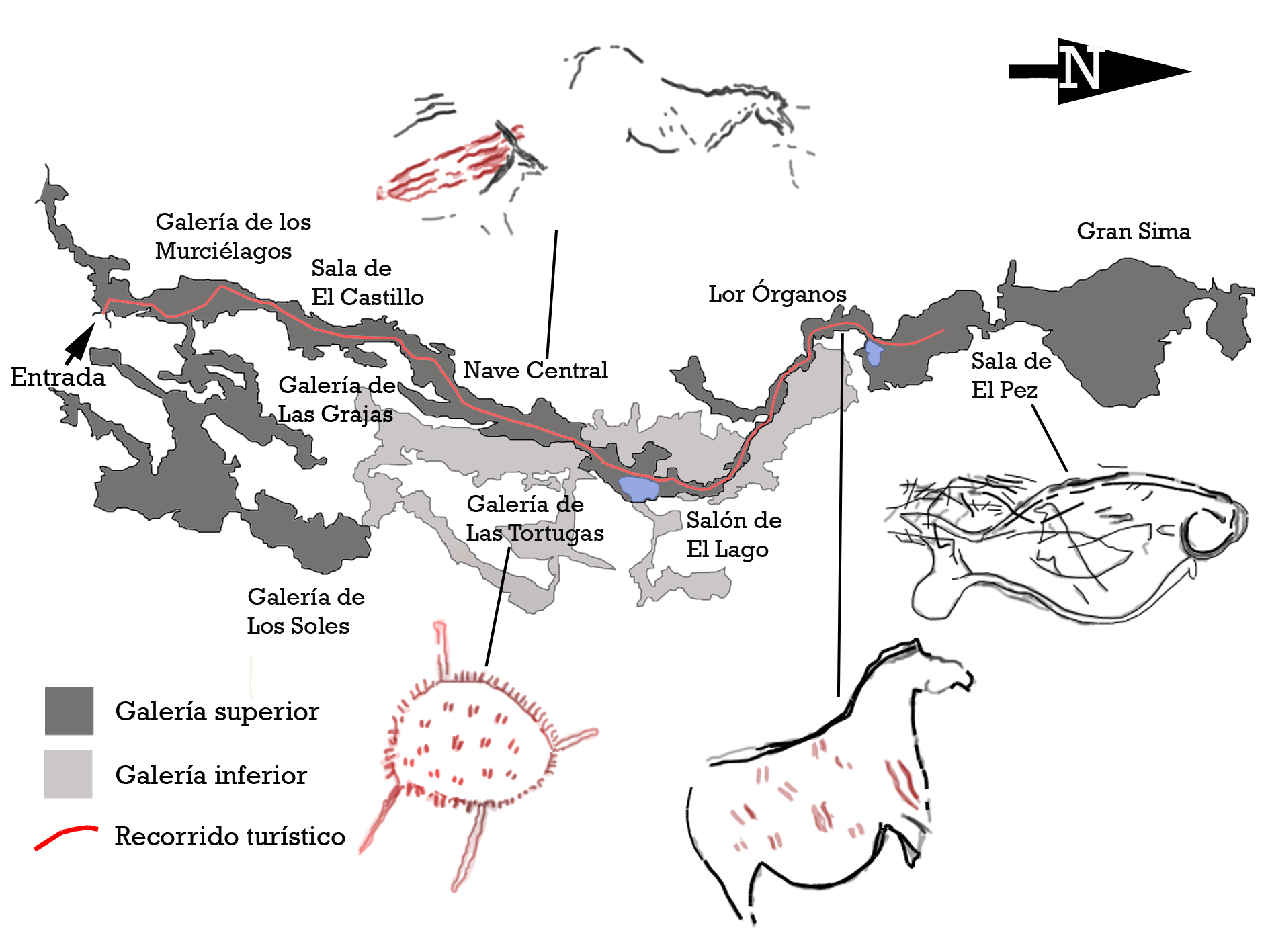
Cueva de la Pileta – Plan der Höhle

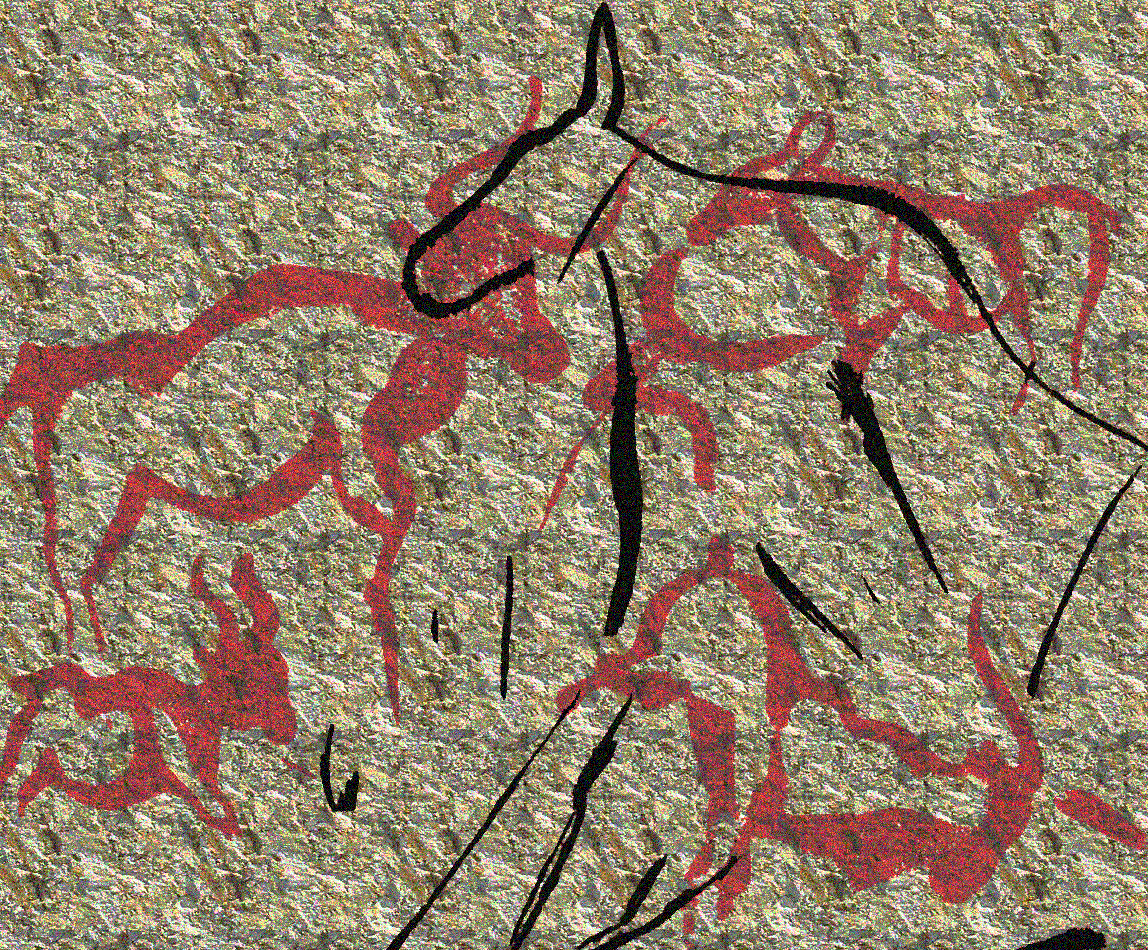
Cueva de la Pileta

Die ersten Darstellungen eines Pferdes sowie dem Kopf und den Hörnern eines Stieres finden sich im sogenannten „Hauptschiff“ (nave central). In einem Nebensaal (salón) sind ein Hirsch, ein Rentier, ein (trächtiges?) Pferd und mehrere Bergziegen zu sehen. Im „Saal des Teiches“ (sala del lago) finden sich mehrere Rindern. Vor wenigen Jahren wurden die Bilder eines Ziegenbocks und eines springenden Hirsches entdeckt. Am Interessantesten ist die Darstellung eines Bogenschützen im „Saal der Maurenkönigin“ (sala de la reina mora), der gerade seinen Bogen spannt. Der letzte Raum ist der „Saal des Fisches“ (sala del pez), der nach einem großen Fisch benannt ist (sh. auch Cueva del Pindal). Die weitaus größte Anzahl besteht aus linearen oder gepunkteten Mustern, über deren Bedeutung nur spekuliert werden kann – einige Motive mit mehreren parallelen im oberen Bereich meist verbundenen Linien werden als „Kämme“ beschrieben, doch hat man bislang keine archäologischen Funde dieser Art entdeckt.